# Dwayne Bacon
Dwayne Lee Bacon Jr. (Lakeland, 30 agosto 1995) è un cestista statunitense.

## Carriera
È stato selezionato dai New Orleans Pelicans al secondo giro del Draft NBA 2017 (40ª scelta assoluta).

## Statistiche

### College
| Anno      | Squadra             | PG | PT | MP   | TC%  | 3P%  | TL%  | RP  | AP  | PRP | SP  | PP   |
| --------- | ------------------- | -- | -- | ---- | ---- | ---- | ---- | --- | --- | --- | --- | ---- |
| 2015-2016 | Fl. State Seminoles | 34 | 32 | 28,8 | 44,7 | 28,1 | 71,4 | 5,8 | 1,5 | 1,0 | 0,0 | 15,8 |
| 2016-2017 | Fl. State Seminoles | 35 | 35 | 28,8 | 45,2 | 33,3 | 75,4 | 4,2 | 1,7 | 1,0 | 0,1 | 17,2 |
| Carriera  | Carriera            | 69 | 67 | 28,8 | 44,9 | 31,2 | 73,3 | 5,0 | 1,6 | 1,0 | 0,1 | 16,5 |

### NBA

#### Regular Season
| Anno      | Squadra           | PG  | PT | MP   | TC%  | 3P%  | TL%  | RP  | AP  | PRP | SP  | PP   |
| --------- | ----------------- | --- | -- | ---- | ---- | ---- | ---- | --- | --- | --- | --- | ---- |
| 2017-2018 | Charlotte Hornets | 53  | 6  | 13,5 | 37,5 | 25,6 | 89,9 | 2,3 | 0,7 | 0,3 | 0,0 | 3,3  |
| 2018-2019 | Charlotte Hornets | 43  | 13 | 17,7 | 47,5 | 43,7 | 73,9 | 2,1 | 1,1 | 0,3 | 0,1 | 7,3  |
| 2019-2020 | Charlotte Hornets | 39  | 11 | 17,6 | 34,8 | 28,4 | 66,0 | 2,6 | 1,3 | 0,6 | 0,1 | 5,7  |
| 2020-2021 | Orlando Magic     | 72  | 50 | 25,7 | 40,2 | 28,5 | 82,4 | 3,1 | 1,3 | 0,6 | 0,1 | 10,9 |
| Carriera  | Carriera          | 207 | 80 | 19,4 | 40,2 | 31,4 | 78,0 | 2,6 | 1,1 | 0,5 | 0,1 | 7,3  |

### Eurolega
| Anno      | Squadra       | PG | PT | MP   | TC%  | 3P%  | TL%  | RP  | AP  | PRP | SP  | PP   |
| --------- | ------------- | -- | -- | ---- | ---- | ---- | ---- | --- | --- | --- | --- | ---- |
| 2021-2022 | Monaco        | 29 | 3  | 25,3 | 44,8 | 41,9 | 80,3 | 3,1 | 1,1 | 1,0 | 0,0 | 14,0 |
| 2022-2023 | Panathīnaïkos | 27 | 27 | 30,8 | 38,6 | 29,7 | 81,0 | 3,5 | 2,0 | 0,7 | 0,1 | 16,6 |
| Carriera  | Carriera      | 56 | 30 | 28,0 | 41,4 | 34,6 | 80,7 | 3,3 | 1,5 | 0,9 | 0,1 | 15,2 |